# Rákóczi Sámuel-ballada Thököly Imre elfogatásáról
A „Püspök városában hogy bementem vala” kezdősorú, a 17. századi török-magyar harcokhoz kapcsolt Rákóczi Sámuel történeti ballada Vargyas Lajos rendszerező ballada-kézikönyvében A váradi basa vendégsége típuscím alatt szerepel.

## A ballada tartalma
A típus címadását a karakteres történet sugallta: A nagyváradi basa vendégségbe, ebédre hívja a hőst, de mikor az megérkezik, annak méltatlankodása ellenére elfogatja, és börtönbe záratja. A kezdő monológ utáni dialógusban a hős először felháborodva kéri számon az őt elfogó katonákat:„Mi dolog vitézek, hogy engem kötöztök?” Ezt követően rabságának különösségére utal, amikor a távollévő rokonokhoz, barátokhoz fordul: „Talán azt tudjátok, hogy én rab nem vagyok. / Héj! ha azt tudnátok, térdig vasban járok.” A ballada befejezésében megváltozik a beszédhelyzet, és az elbeszélő szólítja meg a hőst. Kiderül, hogy nem akárkit ért a megcsúfolás, urak „ sallangossa”, dísze, legelőkelőbb személyisége Rákóczi Sámuel, aki most „térdig vasban hever”. A befejezésben a rabénekek és szerelmi keservesek közismert lehetetlenségi toposza együttérzéssel érzékelteti a fogság szenvedéseit. „Ha a tenger vize mind ténta volna is, / Valamennyi fűszál mind penna volna is, / Mégsem írhatná le kínjai sokságát, / Melyekkel emésztik szegényt, őnagyságát.”

## A ballada szövegcsaládja
A szöveget dallamával együtt Pálóczi Horváth Ádám Ötödfélszáz énekek (1813) kéziratos versgyűjteménye őrizte meg. Nem saját szerzésű dallamainak nagy részét Horváth Ádám nem kéziratos könyvekből másolta, hanem hallás után, valószínűleg debreceni kollégiumi tartózkodásának (1773-1780) emlékeiből jegyezte le. Mivel a Rákóczi Sámuel-balladának a néphagyományból gyűjtött változatai nincsenek, talán Horváth Ádámé volt a dallam kihalás előtti, utolsó órás rögzítése.
Néhány 18-19. századi kéziratos versgyűjteményben megtalálhatjuk azokat a szövegelőzménynek tekinthető rabének-variánsokat, amelyek ugyanerre az epikai struktúrára épülve egy szövegcsaládot alkotnak a Rákóczi Sámuel-balladával, így lehetőség nyílik a történeti énekből népballadává válás folyamatának vizsgálatára.
Jankovich Miklós kéziratos versgyűjteményébe Rákóczi végső búcsúzó éneke címmel jegyezték le azt a legkorábbinak tartott változatot, amelyet a kolofon szerint 1667-ben, a váradi tömlöc „sötét fenekében” szereztek. Ennek a rabéneknek a váradi basa vendégeként rabul ejtett hőse az énekben magát meg is nevező Rákóczi László. „Az Magyarországban volt énnékem hírem, / Szép Rákóczi László vala az én nevem:” A szakirodalom nagy része ezt tekinti alapszövegnek, vonatkozó történeti eseményként pedig az 1664-es váradi csatát azonosítja, amiben a váradi rajtaütés egyik kitervelője és vezetője, Rákóczi László életét vesztette.
A Rákóczi végső búcsúzó énekéhez nagyon közel áll az a rabének változat, amelyet Pálóczi Horváth Ádám a Rákóczi Sámuel-ballada után közöl „más hagyomány szerint” megjegyzéssel. Ez az ének az eseményeket II. Rákóczi Ferencre vonatkoztatja. A hős itt ugyan nem nevezi meg magát, de az, hogy Rákóczi Józsefet szólítja gyermekének és fogsága helyéül az 1712-es évszámot tartalmazó kolofonban az újhelyi (Bécsújhely) tömlöcöt említi, továbbá, hogy török, illetve pogány ellenség helyett lobonczról beszél, kétségtelenné teszi, hogy kiről van szó.
Ennek egy három versszakkal rövidebb és némileg fogalmazásban is eltérő változatát őrizte meg Horváth András (Pázmándi Horváth Endre) 1813-as Énekeskönyve. Az eltérő strukturális és fogalmazásbeli különbségek arra engednek következtetni, hogy a két szöveget más-más forrásból vagy a szájhagyományból jegyezték le.

## A szakirodalom a balladáról
A szövegcsaládról és a folklorizáció folyamatáról a szakirodalom jórészt Thaly Kálmán megállapításait követte, aki először közölte a Rákóczi Sámuel-balladát, a Rákóczi László nevét tartalmazó rabéneket, és annak a II. Rákóczi Ferencre átigazított, Pálóczi Horváth Ádámnál olvasható változatát az 1864-ben megjelent Régi magyar vitézi énekek és elegyes dalok kötetben. Bár Thaly Kálmán a legrégibbnek datált szöveget autentikus, forrásértékű dokumentumnak tekintette, mégsem zavarta, hogy Rákóczi László a váradi akció kapcsán nem esett fogságba, hanem hősi halált halt. Az sem zavarta, hogy az ének búcsúzás része sehogy sem felel meg Rákóczi László helyzetének: nevezett személynek nem volt Ferenc nevű gyermeke, és nem búcsúzhatott feleségétől sem, hiszen az egy évvel korábban már meghalt. A Rákóczi László néven kívül a verses szövegekben egészen másról van szó, mint ami 1664. május 27-én Váradon valójában történt. Thaly Kálmán megállapítása szerint a II. Rákóczi Ferencre átigazított változatot Rákóczi László énekéből egy ujhelyi rab készítette 1712-ben „kétségtelenül Rákóczi Lászlónak az énekéből”. Rákóczi Sámuel ballada is a „Rákóczi Lászlóról szerzett ének variátiója”.
A szövegeket újólag publikáló Régi Magyar Költők Tára-beli kritikai kiadás is némi korrekcióval Thaly Kálmán véleményét ismétli. Eszerint az 1660 óta török megszállás alatt álló nagyváradi vár elleni 1664-es rajtaütés után nem sokkal éneket szereztek a harc során ott meghalt Rákóczi Lászlóról. Ez a későbbiekben új elemmel, II. Rákóczi Ferenc szerepeltetésével bővült, majd a „felesleges részek lekopásával folklorizálódott, és a népballadává vált ének hőse a fiktív Rákóczi Sámuel lett.”

## Új felvetés a ballada és szövegcsaládja történeti hátteréről
A történeti elvű balladakutatás elméletének és kutatási módszerének rendszerbe foglalója, Bóta László felvetése szerint a váradi basa nevezetes vendégségének hőse nem Rákóczi László volt. Több oldalról is történeti tényekkel igazolható, hogy a szövegcsalád szüzséje arra a nagy horderejű történelmi eseményre vonatkozik, amelynek során 1685. október 15-én Thököly Imrét, a Felső-Magyarországi Fejedelemség fejedelmét felsőbb parancsra Ahmed nagyváradi basa rabul ejtette. „Thökölyt ő nagyságát vendégségbe híván az pasa hétfőn ebédre, valóban vendége ma is, mert maga házátul hajadon fővel kísértette bé az várban janicsárokkal, még akkor estve vasban verette, még hogy bágyadozott az vár hídján döfölték is, kezeit hátra kötözték, és még akkor éjtszaka kísérőkkel leindították hatod magával Jenő felé.  Püspükibül hüt szerént dobjait, javait kikerestette (ti. a basa) s bé vitette.”
A források tükrében az énekek eseménysora: a püspök városába, azaz Püspökibe (Biharpüspöki) való megérkezés, a színlelt vendégségbe hívás, a basa tettetése, továbbá a hős értetlenkedése elfogatásakor, az árulás miatti panasz, a családtagoktól való búcsúzás csak Thököly Imrére és nem Rákóczi Lászlóra vonatkoztatva válik értelmezhetővé.
Ez a felvetés először 1980-ban jelent meg. Azóta elkészült a Rákóczi Sámuel-ballada monografikus feldolgozása is.
Ez a kismonográfia kitér az énekek történeti hátterének elemzésére. a források és kéziratok, a közköltészeti környezet vizsgálatára, a lehetséges többszörös kontaminációra, szövegkeveredésre és a folklorizálódás színtereire.

## A Rákóczi Sámuel-ballada kismonográfiájának főbb megállapításai
• Thököly Imre 1685-ös váradi elfogatása a kurucok körében óriási felháborodást keltett. Az esemény után nem sokkal keletkezett történeti ének szerzője is közülük kerülhetett ki. A történeti esemény valódi szereplőjének a neve korán leszakadt a szövegről, és mással cserélődött fel. A Thököly-énekhez legközelebb a Rákóczi László nevét tartalmazó változat áll. Az ének népszerűségéhez nagyban hozzájárulhatott a II. Rákóczi Ferencre adaptált változat.
A Rákóczi név a búcsúzás részben való gyakori emlegetése miatt vált az egész szövegcsalád számára motiválttá. A név ismertsége miatt variálódásnak, torzulásnak csak a keresztnév volt kitéve.
• Többszörös kontamináció következménye a változatok kolofonja, amely egy váradi rabénekből származhat. Ennek a rabéneknek a hőse Barkóczy Zsigmond lehetett, akinek személye amúgy kötődik Rákóczi László váradi tragédiájához. Ilyen kontamináció következménye a Rákóczi László név szövegbe kerülése is.
• Az ismert variánsok között nincsen közvetlen leszármazási kapcsolat abban az értelemben, hogy egyik szöveg a másik közvetlen másolata vagy átírása lenne. Mindannyian a Thököly-ének különféle módon létrejött változatai. A folklorizáció folyamatában, a változatok létrejöttében írásbeli és szóbeli hagyományozódás egyaránt közrejátszott. A hagyományozódás közege határozta meg, hogy a történeti énekhez vagy a népballadához  volt erősebb az affinitás, a hasonulási szándék. A Rákóczi Sámuel-ballada valamennyi között a legredukáltabb formát mutatja, csak lényegi kivonatát adja a történteknek. A ballada szóbeliségben való hagyományozódására utal többek között a versforma változása, valamint az ismétlés mint meghatározó nyelvi alakító elv gyakori használata. A népballadákhoz való hasonulási szándékot jelzi a jellegzetes toposzok használata, például a Dancsuj Dávid-ballada zárótoposzával való hasonlóság.
• A Rákóczi Sámuel ballada akár modellje is lehetne az olyan fejlődési utat bejárt balladáknak, amelyek egy eredetileg gazdagabb szövetű epikai szerkezetből tömörültek, érlelődtek a szájhagyományozódás folyamatában a műfaj specifikumait lényegre törően megvalósító struktúrává.